# 中日经贸史
中日经贸史是历代中国与日本的经贸关系的历史。在战国时代，辽东半岛与日本就有通商关系。汉代，山东登州成为东洋贸易通商口岸。

## 唐朝
根据遣唐使的紀錄，日本主要向唐朝輸出銀礦、紡織布料，而從唐朝進口紡織成品、香料（唐辛子）、中藥、佛具、經典書籍。
842年（日本承和9年），唐朝商人李處人曾將日本僧侶恵運自日本載往中國，拜見青龍寺義眞和尚請益密宗經典。

## 宋朝
宋朝成立後不久為振興貿易在各地設置市舶司，與日本發展貿易。是日本自從晚唐停止向中國派遣遣唐使以後重新開始的中日交流（西元十至十三世紀）。在同一個時期的發生的貿易活動也包括中國與朝鮮半島之間的貿易活動與日本與高麗（王氏高麗）間的日朝貿易貿易活動等。
宋日貿易主要的發生時間為日本的平安時代中期至鎌倉時代中期。越前國的敦賀和擁有眾多中國人所居住的博多都是當時重要的貿易據點。

## 明朝
室町幕府第三代將軍足利義滿（1368－1394年在位）時期開始，明朝與日本之間貿易往來频繁。这一时期因為需要使用到被稱為「勘合符」的許可證，所以明日貿易又被稱為「勘合貿易」。在同一個時期的發生的貿易活動也包括中國與中南半島之間的貿易活動與日本與朝鮮（李氏朝鮮）間的日朝貿易貿易活動等。
公元1523年（明朝嘉靖二年、日本室町時代的大永三年）爆发寧波之亂，导致明朝政府废除福建、浙江市舶司，仅留广东市舶司一处，也导致明朝与日本的贸易途径断绝，倭寇滋生，为后来的“东南倭祸”埋下了伏笔。

## 清朝
1683年清军攻占台湾後，康熙接受东南沿海的官员请求，停止了清前期的海禁政策。康熙曾口谕大臣们：“除东洋外不许与他国贸易”。而且此时日本的德川幕府为了防止中国产品对日本的冲击，对与清廷的贸易也采取严格的限制。此时的海外贸易与明末相比，已经大为衰落。

## 延伸閱讀
- 松浦章：〈明代末期中国商船的日本贸易〉。
- 松浦章：〈康熙帝与日本的海舶互市新例（页面存档备份，存于）〉。
- 松浦章：〈清末大阪商船公司开设长江航路始末（页面存档备份，存于）〉。